# Perényi József (irodalomtörténész)
Perényi József (Pest, 1871. augusztus 25. – Budapest, 1938. február 15.) irodalomtörténész, piarista gimnáziumi tanár, a Szent István Akadémia tagja.

## Pályája
Apja, Perina József kékfestő mester volt. Középiskolai tanulmányait szülővárosában végezte. 1887-ben belépett a piarista rendbe. Egy próbaév után két évig Kecskeméten, majd Nyitrán végezte bölcsészeti és teológiai tanulmányait, utána Kolozsvárt az egyetemen a magyar és a német nyelvet és irodalmat, valamint a török és az angol nyelvet tanulmányozta. Bölcsész diplomáját 1895-ben szerezte meg, ezt követően Sátoraljaújhely, Nagykanizsa, Budapest piarista gimnáziumaiban tanított.
Tanulmányaiban a pozitivista irodalomtörténeti irány híve volt. Több költőnk életrajzát írta meg.  Dugonics Andrástól kezdve a modern színműírókig számos drámaírói arcképet vázolt fel, foglalkozott a drámaírás történetével és a magyar zenével is.
Cikkei megjelentek Ságh József Zenészeti Lapjában (1890. Zenészeti viszonyok Kecskeméten), az Erdélyi Hiradóban (1893-95. Zola és a naturalizmus, Egy előfizetési felhívás 1874-ből, Vadnai Károly, Rozsnyai Dávid), az Ellenzékben (1893-95. Pusztai Béla, Arany János kiadatlan sírversei, Arany mint kisujszállási tanító stb.), a Zemplénben (1897. Adalékok a Bánk-bán történetéhez, 1903. 61. sz. Új magyar nóták, A Rákócy nóta, 64-65. Régi magyar dalok és dalszerzők, Szól a tárogató, A Gott erhalte és a Király-hymnusok, Lavotta, Csermák és Bihari, Reményi Ede, Rózsavölgyi Márk, Cinka Panna, Eötvös Károly és a magyar zene, Népdal epidemia stb.), a Kalazantinumban (1903-1904. Kiss Ign., A Horányi Elekről szóló irodalom, Guzmics Izidor kiadatlan levele, Katona D. kiadatlan kézirata); a Közművelődésben (1904. A magyar zene elmélete, Dugonics András Tudákossága); a Zemplén vármegyei Kazinczy-kör Évkönyvében (1904. Petőfi és Szemere Miklós).

## Munkái
- Katona Dénes élete és munkássága. Sátoraljaújhely, 1896
- Rosnyai Dávid. (Irodalomtörténeti tanulmány). Sátoraljaújhely, 1896
- Szemerei Szemere Miklós életrajza. Sátoraljaújhely, 1897
- Az Oberon nyelvezete. (Nyelvészeti tanulmány). Nagykanizsa, 1898
- Endrődy János életrajza. Nagykanizsa, 1899
- Mephisto és Lucifer. Nagykanizsa, 1900
- Irodalomtörténetírásunk első munkásai. Nagykanizsa, 1902
- Magyar irodalomtörténeti repertorium. Nagykanizsa, 1902
- Szemere Miklós és Tompa levelezése. Nagykanizsa, 1902
- Dugonics András színművei. Sátoraljaújhely, 1903
- Endrődy eudaemonistikus bölcselete. Sátoraljaújhely, 1903
- Szász Béla élete és költészete. Kolozsvár, 1903
- Magyar Irodalomtörténeti chronologia. Sátoraljaújhely, 1903
- Magyar zene. Apróbb cikkek. Sátoraljaújhely, 1903
- Szemere Miklós irodalomtörténeti hagyatéka. Sátoraljaújhely, 1903
- Német nyelvtan és olvasókönyv gimnáziumok és reáliskolák számára. I. kötet. Sátoraljaújhely, 1903 (Hevesi Mórral)
- Kemenes Ferenc. Veszprém, 1909
- Jánosi Gusztáv. Veszprém, 1912
- Aranka György Erdélyi Magyar Nyelvmívelő Társasága. Irodalomtörténet, 1916
- Két népies bohózat a 18. sz.-ból. Vác, 1936